# Rally Caja Cantabria de 2001
El Rally Caja Cantabria de 2001, oficialmente 23.º Rally Ayto. de Cantabria-Caja Cantabria, fue la vigésimo tercera edición y la undécima cita de la temporada 2001 del Campeonato de España de Rally. Se celebró del 19 al 21 de octubre y contó con un itinerario de doce tramos que sumaban un total de 158 km cronometrados.

## Itinerario
| Día   | Tramo | Nombre           | Distancia | Ganador               | Líder                 |
| ----- | ----- | ---------------- | --------- | --------------------- | --------------------- |
| Día 1 | TC1   | Beranga          | 17.55 km  | Salvador Cañellas jr. | Salvador Cañellas jr. |
| Día 1 | TC2   | Guriezo          | 13.05 km  | Salvador Cañellas jr. | Salvador Cañellas jr. |
| Día 1 | TC3   | Limpias          | 9.33 km   | Salvador Cañellas jr. | Salvador Cañellas jr. |
| Día 1 | TC4   | Beranga          | 17.55 km  | Salvador Cañellas jr. | Salvador Cañellas jr. |
| Día 1 | TC5   | Guriezo          | 13.05 km  | Salvador Cañellas jr. | Salvador Cañellas jr. |
| Día 1 | TC6   | Limpias          | 9.33 km   | Salvador Cañellas jr. | Salvador Cañellas jr. |
| Día 1 | TC7   | Castillo Pedroso | 14.68 km  | Salvador Cañellas jr. | Salvador Cañellas jr. |
| Día 1 | TC8   | La Braguía       | 13.49 km  | Salvador Cañellas jr. | Salvador Cañellas jr. |
| Día 1 | TC9   | Villacarriedo    | 11.20 km  | Salvador Cañellas jr. | Salvador Cañellas jr. |
| Día 1 | TC10  | Castillo Pedroso | 14.68 km  | Salvador Cañellas jr. | Salvador Cañellas jr. |
| Día 1 | TC11  | La Braguía       | 13.49 km  | Salvador Cañellas jr. | Salvador Cañellas jr. |
| Día 1 | TC12  | Villacarriedo    | 11.20 km  | Salvador Cañellas jr. | Salvador Cañellas jr. |

## Clasificación final
| Pos. | Piloto                | Copiloto            | Automóvil                    | Tiempo    | Diferencia |
| ---- | --------------------- | ------------------- | ---------------------------- | --------- | ---------- |
| 1.   | Salvador Cañellas jr. | Alberto Sanchís     | SEAT Córdoba WRC Evo3        | 58:04.0   | 0.0        |
| 2.   | Dani Solà             | David Moreno        | Citroën Saxo Kit Car         | 59:57.0   | +1:53.0    |
| 3.   | Jonathan de Miguel    | Ignacio Pernía      | Mitsubishi Carisma GT Evo VI | 1:00:44.0 | +2:40.0    |
| 4.   | Miguel Ángel Fuster   | José Vicente Medina | Citroën Saxo Kit Car         | 1:00:44.0 | +2:40.0    |
| 5.   | Sergio López-Fombona  | Juan Carlos Dorado  | Citroën Saxo Kit Car         | 1:00:57.0 | +2:53.0    |
| 6.   | Joan Vinyes           | Xavier Lorza        | SEAT Ibiza GTi 16V           | 1:01:06.0 | +3:02.0    |
| 7.   | Santi Concepción      | Víctor Del Rosario  | Mitsubishi Lancer Evo VI TME | 1:01:55.0 | +3:51.0    |
| 8.   | Francisco Roig        | Ezequiel Nazábal    | Mitsubishi Carisma GT Evo VI | 1:02:10.0 | +4:06.0    |
| 9.   | Miguel Martínez-Conde | Adrián Ruíz         | Renault Clio Sport           | 1:03:08.0 | +5:04.0    |
| 10.  | Javier Azcona         | Alejandro Noriega   | Renault Clio Sport           | 1:03:20.0 | +5:16.0    |